# Mirjam Pressler

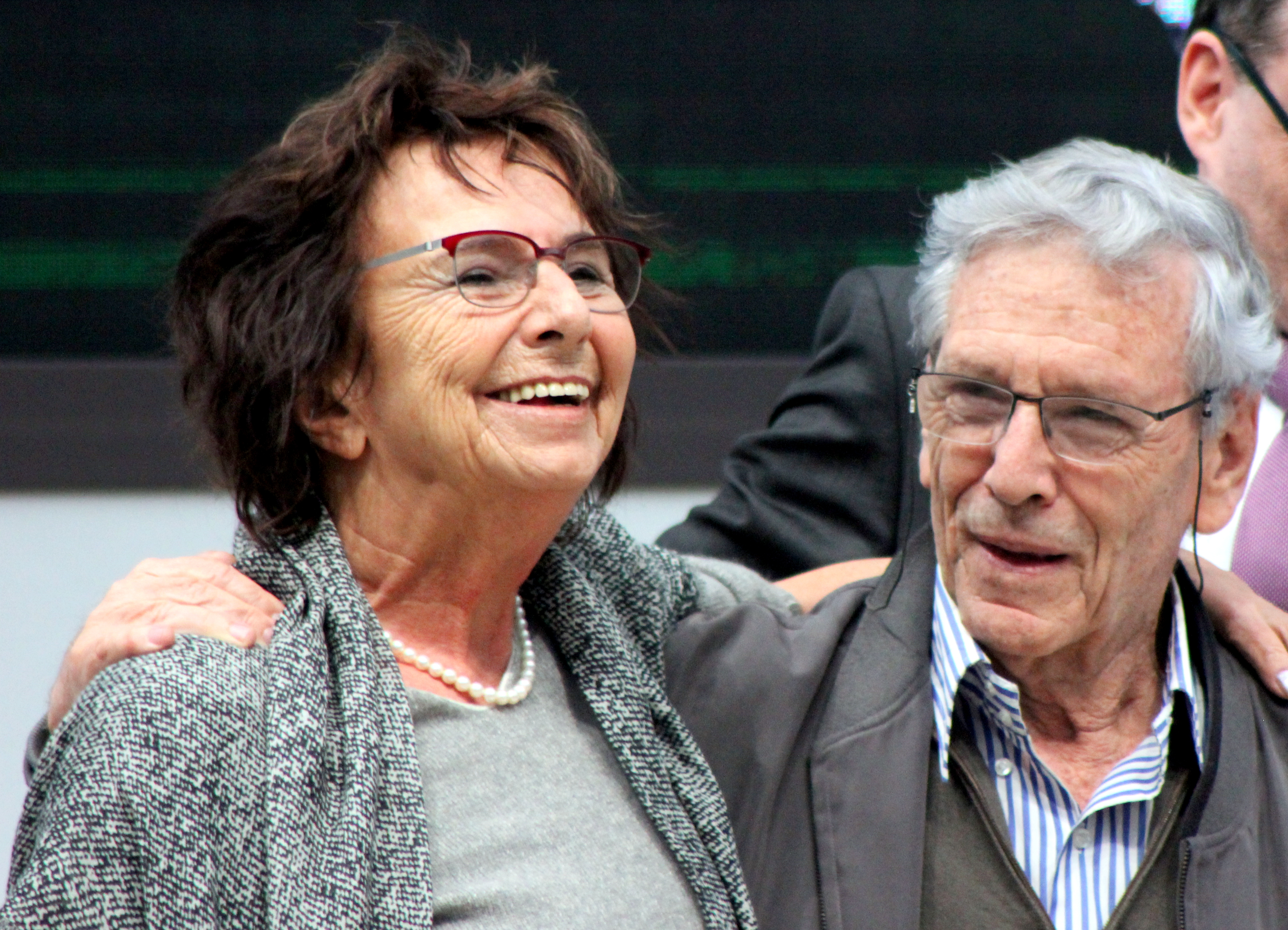
Mirjam Pressler en Amos Oz op de Leipziger Buchmesse van 2015

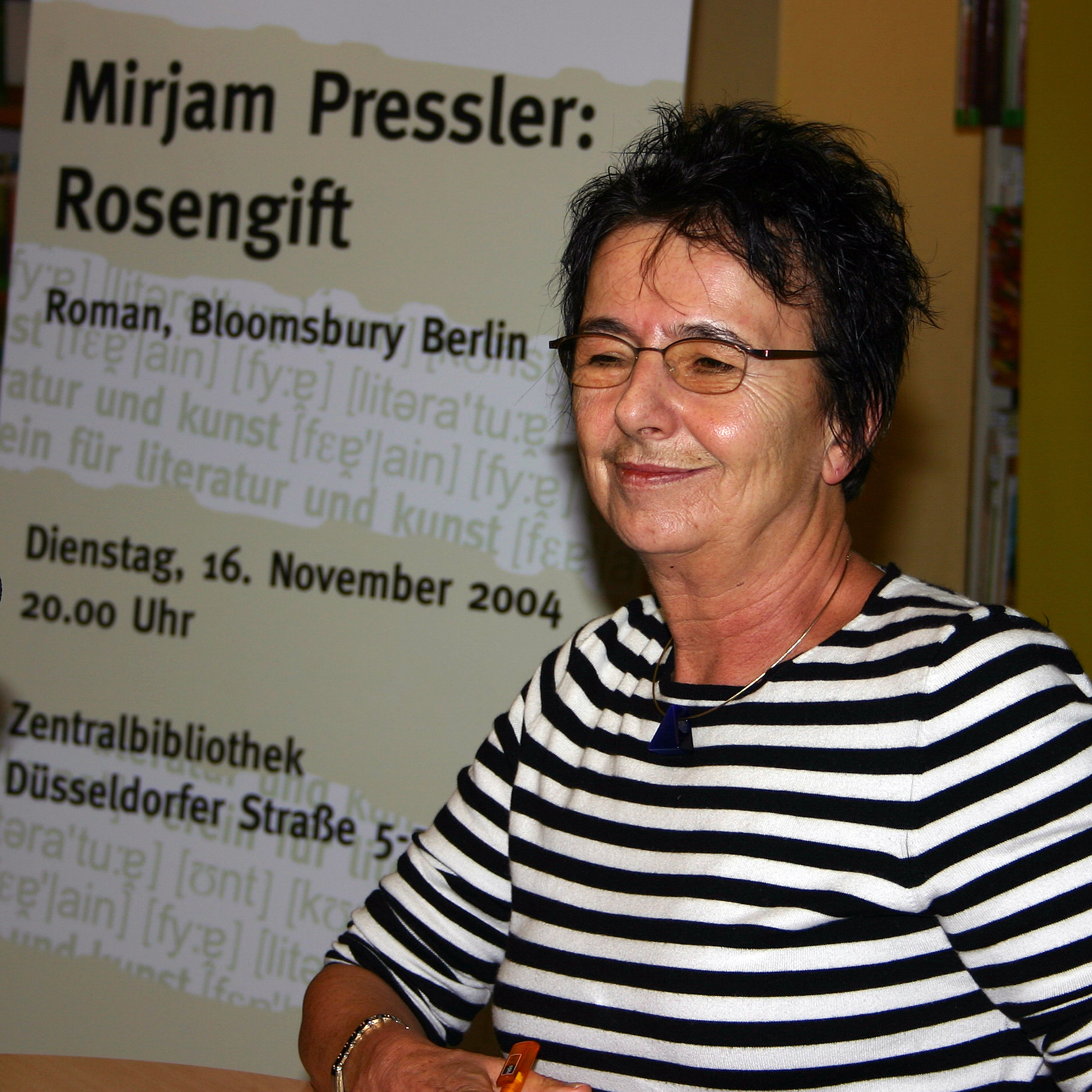
Mirjam Pressler na een lezing over haar roman „Rosengift“ in Duisburg (2004)

Mirjam Pressler (Darmstadt, 18 juni 1940 – Landshut, 16 januari 2019) was een Duits schrijver en vertaler. Ze wordt beschouwd als een van de succesvolste Duitse schrijvers van kinder- en jeugdboeken, maar schreef ook boeken voor volwassenen. Daarnaast vertaalde ze Hebreeuwse, Engelse, Nederlandse en Afrikaanse boeken in het Duits.

## Leven
Mirjam Pressler was een buitenechtelijk kind van een Joodse moeder. Ze groeide op in een pleeggezin en bezocht het gymnasium in Darmstadt en Bensheim. Vervolgens studeerde ze aan de Städelschule in Frankfurt am Main en later Engels en Frans aan de universiteit van München. Ook verbleef ze een jaar in een kibboets in Israël. Uit haar huwelijk (ze is later gescheiden) met een Israeliër heeft ze drie dochters. In 1970 keerde ze naar München terug. Later verhuisde ze naar Landshut.

## Werk
Haar boeken confronteren de lezer met de realiteit van kinderen en jongeren. Moeilijke levenssituaties staan centraal. De hoop op eenvoudige oplossingen wordt teleurgesteld, maar het einde stemt vaak optimistisch. Een thema dat regelmatig in haar werk terugkomt is de Holocaust. Zo staat in Malka Mai de overlevingsstrijd van een achtjarig Joods meisje centraal.
Autobiografische elementen komen vaak in haar boeken voor, maar worden slechts als basis voor het verhaal gebruikt.
Ze vertaalde in totaal meer dan 300 titels, onder andere van John Steinbeck, Peter van Gestel, Uri Orlev, Amos Oz, Orly Castel-Bloom en Zeruya Shalev. Een van haar belangrijkste vertalingen is die van de kritische uitgave van de dagboeken van Anne Frank. Over Anne Franks familie schreef ze het boek Grüße und Küsse an alle. Die Geschichte der Familie von Anne Frank.
Ze ontving eind 2018 een Großes Verdienstkreuz des Verdienstordens der Bundesrepublik Deutschland voor haar gehele oeuvre. Ze was toen al ernstig ziek. Ze overleed op 78-jarige leeftijd enkele weken later.
In maart 2019 verscheen postuum nog Dunkles Gold, waarin een brug geslagen wordt tussen de pestpogroms van de middeleeuwen en de huidige antisemitische ontwikkelingen.